# اتحادیه دو و میدانی استونی
اتحادیه دو و میدانی استونی (انگلیسی: Estonian Athletic Association) سازمان اداره کننده ورزش دو و میدانی در کشور استونی است.
این فدراسیون که در سال ۱۹۲۰ تأسیس شده مقر آن در شهر تالین قرار دارد.